# Hound-Dog Man (film)
Hound-Dog Man is een Amerikaanse dramafilm uit 1959 onder regie van Don Siegel. Het scenario is gebaseerd op de gelijknamige roman uit 1949 van de Amerikaanse auteur Fred Gipson.

## Verhaal
De jonge Clint McKinney heeft almaar ruzie met zijn moeder, omdat hij meer tijd spendeert aan de jacht dan aan het landbouwbedrijf. Hij wordt verliefd op een aantrekkelijk meisje en leert bovendien een oudere vrouw kennen.

## Rolverdeling
| Acteur           | Personage         |
| ---------------- | ----------------- |
| Fabian           | Clint McKinney    |
| Stuart Whitman   | Blackie Scantling |
| Carol Lynley     | Dony Wallace      |
| Arthur O'Connell | Aaron McKinney    |
| Dodie Stevens    | Nita Stringer     |
| Betty Field      | Cora McKinney     |
| Royal Dano       | Tom Waller        |
| Margo Moore      | Susie Bell Payson |
| Claude Akins     | Hog Peyson        |
| Edgar Buchanan   | Doc Cole          |
| Jane Darwell     | Oma Wilson        |
| L.Q. Jones       | Dave Wilson       |
| Virginia Gregg   | Amy Waller        |
| Dennis Holmes    | Spud McKinney     |
| Rachel Stephens  | Rachel Wilson     |